# Bertus Aafjes
Bertus Aafjes, född 12 maj 1914, död 23 april 1993, var en nederländsk journalist och författare. Hans inspirationskällor låg i resor till Egypten och Italien och flera av hans reseskisser och journalistiska verk har samlats i böcker som Morgen bloeien de abrikozen ("Imorgon blommar aprikoserna") från 1954 och De wereld is een wonder ("Världen är ett under") från 1959.